# Bola Ajibola
Abdul-Jabbar Bolasodun Adesumbo Ajibola KBE (* 22. März 1934 in Abeokuta; † 8. April 2023) war ein nigerianischer Jurist. Er wirkte von 1985 bis 1991 als Attorney General und Justizminister seines Heimatlandes sowie von 1991 bis 1994 als Richter am Internationalen Gerichtshof. Darüber hinaus war er Präsident und Gründer des 1996 entstandenen Islamic Movement of Africa.

## Leben
Bola Ajibola wurde 1934 in Abeokuta geboren und erhielt nach einem Studium der Rechtswissenschaften, das er von 1959 bis 1962 an der University of London absolvierte, am 27. November 1962 seine Anwaltszulassung durch die englische Anwaltskammer Lincoln’s Inn. Anschließend war er von 1962 bis 1985 als Anwalt in seinem Heimatland tätig, wo er die in Lagos, Ikeja, Abeokuta und Kaduna ansässige Kanzlei Bola Ajibola & Co. Legal Practitioners aufbaute und leitete. Schwerpunkt der Tätigkeit der Firma war der Bereich des Wirtschaftsrechts mit einer Spezialisierung auf Schiedsverfahren in internationalen Streitfällen. In den Jahren 1984/1985 war er Präsident der Nigerianischen Anwaltsvereinigung. Von September 1985 bis Dezember 1991 wirkte er als Attorney General und Justizminister Nigerias.
Darüber hinaus gehörte Bola Ajibola von 1986 bis 1991 der Völkerrechtskommission der Vereinten Nationen (UN) an. Am 5. Dezember 1991 wurde er vom UN-Sicherheitsrat und von der UN-Generalversammlung zum Richter an den Internationalen Gerichtshof in Den Haag gewählt. Er folgte dabei seinem Landsmann Taslim Olawale Elias, der im August des gleichen Jahres im Amt verstorben war. Seine Wahl entsprach damit den Traditionen des Gerichts, beim Tod eines Richters einen Nachfolger aus dem gleichen Land zu wählen. Er wirkte am Gerichtshof bis zum turnusmäßigen Ende der Amtszeit von Elias im Februar 1994 sowie in der Folgezeit mehrfach als Ad-hoc-Richter. Von 1994 bis 2005 gehörte er außerdem dem Verwaltungsgericht der Weltbank an, darunter in den Jahren 2004/2005 als dessen Präsident.
Darüber hinaus war er Mitglied des Ständigen Schiedshofs in Den Haag und verschiedener anderer Institutionen im Bereich der internationalen Schiedsgerichtsbarkeit. Von 1997 bis 2002 fungierte er als einer von drei ausländischen Richtern am neu konstituierten Verfassungsgericht der Föderation Bosnien und Herzegowina.
Im Jahr 2005 gründete Bola Ajibola die Crescent University („Halbmond-Universität“) in Abeokuta. Zwei Jahre danach gehörte er zu den 138 Unterzeichnern des offenen Briefes Ein gemeinsames Wort zwischen Uns und Euch, den Persönlichkeiten des Islam an „Führer christlicher Kirchen überall“ sandten.
Bola Ajibola war seit 1961 verheiratet und Vater von drei Söhnen und zwei Töchtern.

## Auszeichnungen
Bola Ajibola ist seit 1989 Knight Commander des Order of the British Empire und erhielt Ehrendoktortitel der Usmanu Danfodio University in Sokoto (2003) sowie der University of Agriculture in Abeokuta. Darüber hinaus wurde er zum Honorary Bencher (berufenes Seniormitglied) der Anwaltskammer Lincoln’s Inn sowie in seinem Heimatland zum Senior Advocate of Nigeria (SAN) und zum Commander des Order of the Federal Republic (CFR) ernannt.